# گوشت فک
گوشت فک (انگلیسی: Seal meat) گوشت و چربی بلابر فک است که به عنوان غذای انسان یا سایر حیوانات استفاده می‌شود. گوشت فک به روش های متعدد تهیه می گردد و اغلب، پیش از استفاده، آویزان و خشک می‌شود.

## نگارخانه

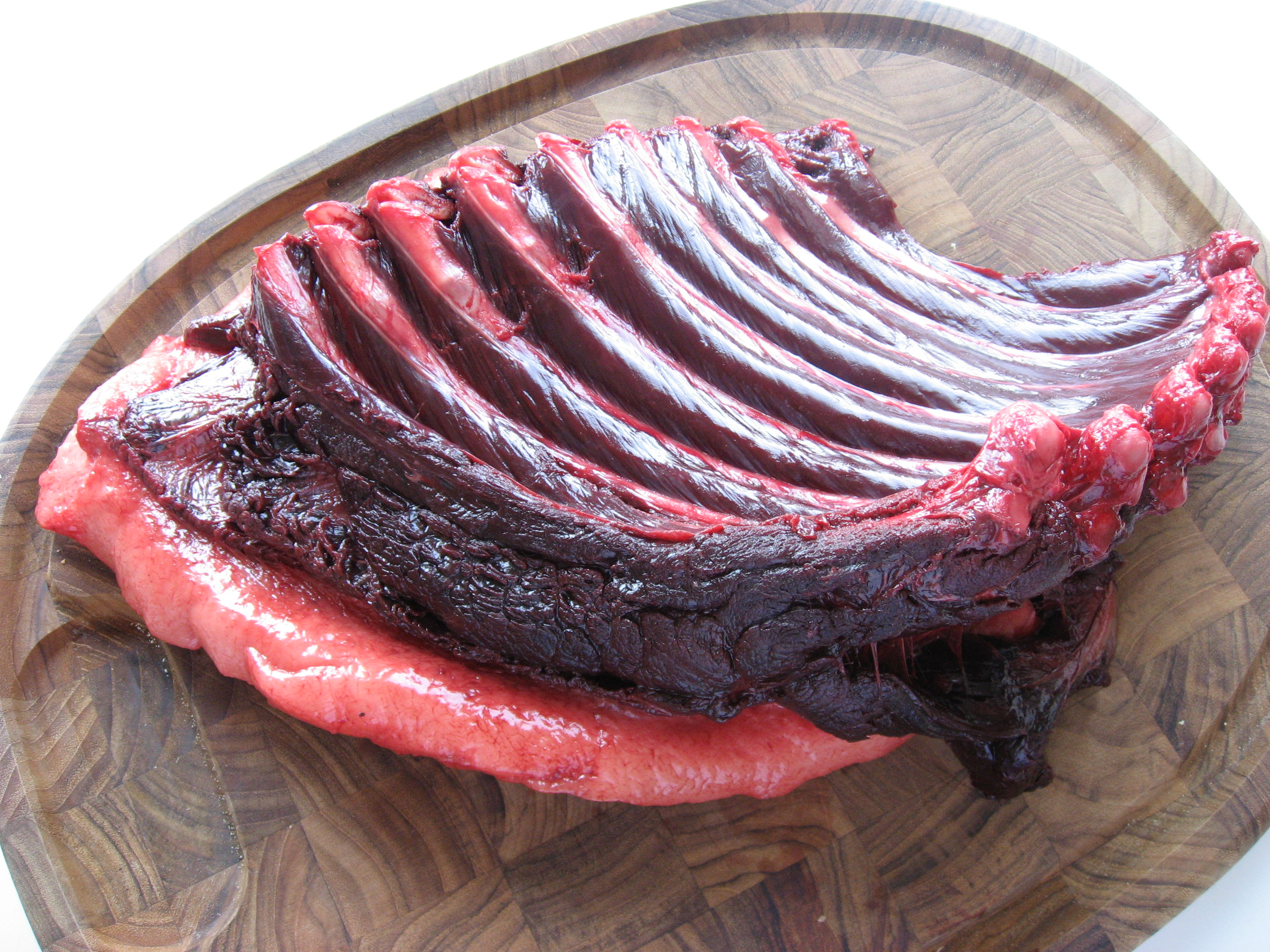
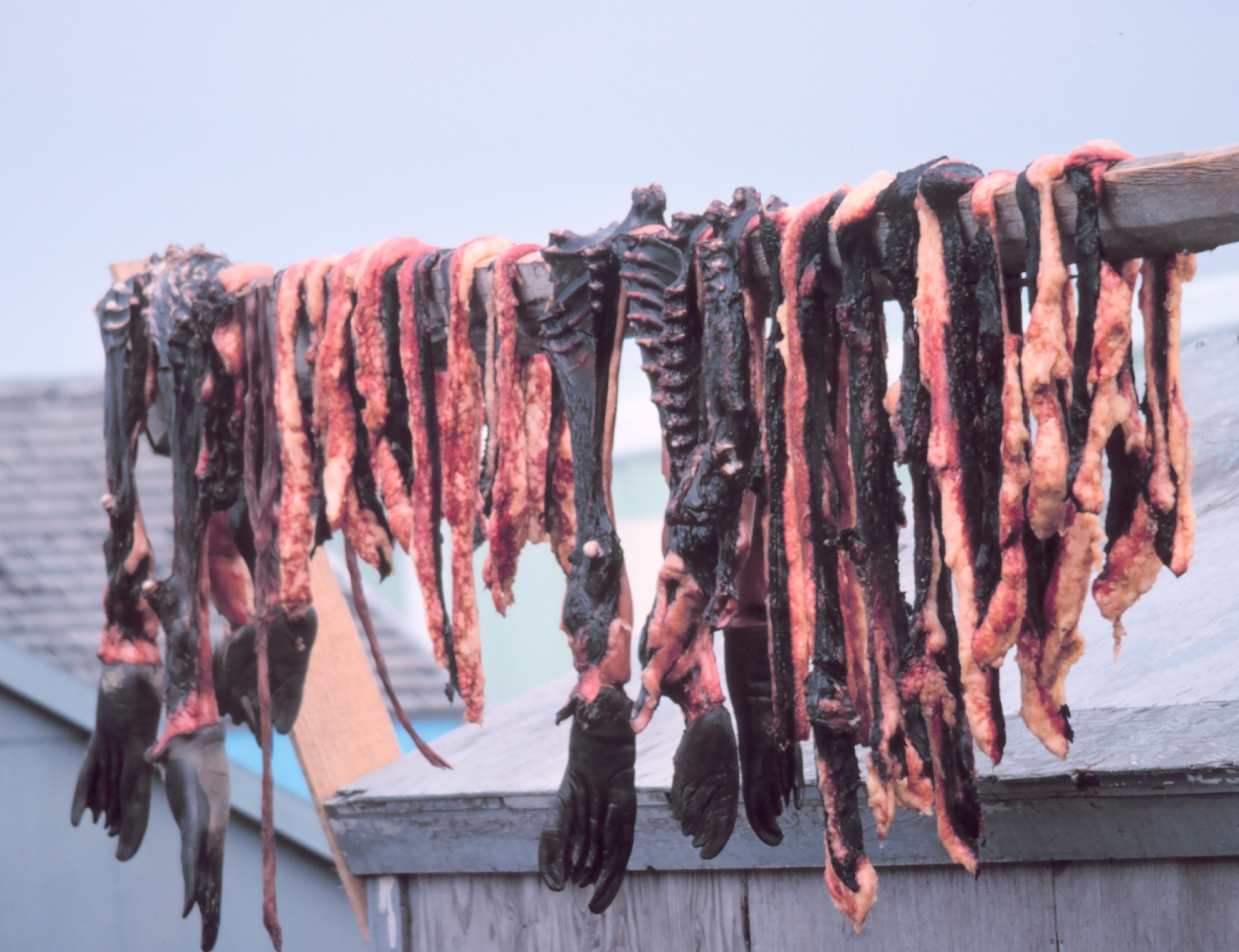